# Császkó
Császkó (szlovákul Častkov) község Szlovákiában, a Nagyszombati kerületben, a Szenicei járásban.

## Fekvése
Szenicétől 8 km-re északra fekszik, Hollósd tartozik hozzá. A község területét főként erdők, legelők és szántóföldek teszik ki. Legmagasabb pontja az 542 m magas Havrán-hegy.

## Története
1394-ben említik először, ekkor Berencs várának uradalmához tartozott.
Vályi András szerint "CSASZTKOV. Tót falu Nyitra Vármegyében, földes Ura Gróf Amade Uraság, lakosai katolikusok, fekszik Sobotist mező Városnak szomszédságában, mellynek filiája, ’s vidékje hozzá hasonlító."
Fényes Elek szerint "Császtkócz, tót falu, Nyitra vgyében, Szobotiszt mellett: 144 k., 432 evang., 75 zsidó lak. Hegyes, de meglehetős határral; fürész- és lisztmalmokkal. – A berencsi uradalom birja."
A trianoni békeszerződésig Nyitra vármegye Szenicei járásához tartozott.

## Népessége
| Év:            | 1994. | 2004.   | 2014.   | 2024.   |
| -------------- | ----- | ------- | ------- | ------- |
| Emberek száma: | 594   | 610     | 606     | 550     |
| Eltérés:       |       | +2,69 % | -0,65 % | -9,24 % |

| Év:            | 2023. | 2024.   |
| -------------- | ----- | ------- |
| Emberek száma: | 559   | 550     |
| Eltérés:       |       | -1,61 % |

1910-ben 735, túlnyomórészt szlovák lakosa volt.
2001-ben 576 lakosából 572 szlovák volt.
2011-ben 611 lakosából 601 szlovák.

## Nevezetességei
- Szent Cirill és Metód tiszteletére szentelt római katolikus temploma 1939-ben épült.
- Evangélikus temploma 1877-ben épült neoromán stílusban.